# Chester H. Gross

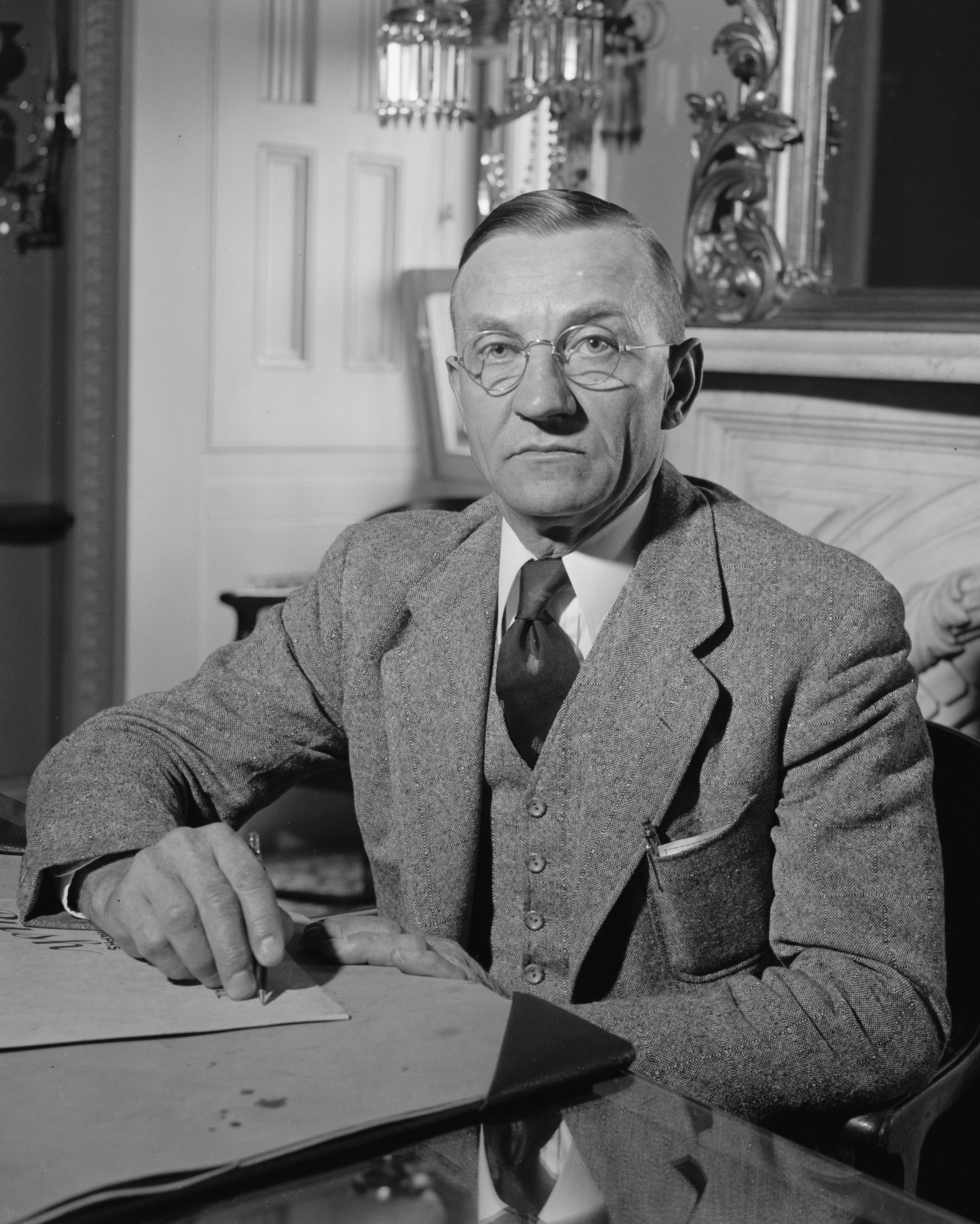
Chester H. Gross

Chester Heilman Gross (* 13. Oktober 1888 im York County, Pennsylvania; † 9. Januar 1973 in York, Pennsylvania) war ein US-amerikanischer Politiker. Zwischen 1939 und 1941 sowie nochmals von 1943 bis 1949 vertrat er den Bundesstaat Pennsylvania im US-Repräsentantenhaus.

## Werdegang
Chester Gross besuchte die öffentlichen Schulen seiner Heimat sowie eine Handelsschule in York und studierte danach am Pennsylvania State College. In den folgenden Jahren arbeitete er in der Landwirtschaft. Von 1918 bis 1922 war er Ortsvorsteher von East Manchester. Politisch schloss er sich der Republikanischen Partei an. In den Jahren 1929 und 1930 saß er als Abgeordneter im Repräsentantenhaus von Pennsylvania. Von 1931 bis 1940 leitete er den Schulausschuss in East Manchester. Zwischen 1939 und 1940 war er Direktor der Vereinigung der Schulleiter in Pennsylvania.
Bei den Kongresswahlen des Jahres 1938 wurde Gross im 22. Wahlbezirk von Pennsylvania in das US-Repräsentantenhaus in Washington, D.C. gewählt, wo er am 3. Januar 1939 die Nachfolge des Demokraten Harry L. Haines antrat. Da er im Jahr 1940 seinem Vorgänger Haines unterlag, konnte er bis zum 3. Januar 1941 zunächst nur eine Legislaturperiode im Kongress absolvieren. Während dieser Zeit wurden dort die letzten New-Deal-Gesetze der Roosevelt-Regierung verabschiedet, denen Gross’ Partei eher ablehnend gegenüberstand.
Nach dem vorläufigen Ende seiner Zeit im US-Repräsentantenhaus betätigte sich Gross wieder in der Landwirtschaft. Bei den Wahlen des Jahres 1942 wurde er erneut im 22. Distrikt seines Staates in den Kongress gewählt, wo er am 3. Januar 1943 Haines wieder ablöste. Nach zwei Wiederwahlen im 21. Bezirk konnte er bis zum 3. Januar 1949 drei weitere Amtszeiten im US-Repräsentantenhaus verbringen. In seine zweite Phase als Kongressabgeordneter ab 1943 fielen das Ende des Zweiten Weltkrieges und  der Beginn des Kalten Krieges. Im Jahr 1948 wurde er nicht wiedergewählt.
1954 und 1956 strebte Gross jeweils erfolglos die Nominierung seiner Partei für die Kongresswahlen dieser Jahre an. Ansonsten arbeitete er in diesen Jahren bis zu seinem Eintritt in den Ruhestand am 31. Dezember 1969 in der Immobilienbranche. Er starb am 9. Januar 1973 in York.